# Vrizy

Vrizy este o comună în departamentul Ardennes din nordul Franței. În 1 ianuarie 2018 avea o populație de 312 de locuitori.